# Championnats d'Afrique d'haltérophilie 2011
Navigation
Édition précédente Édition suivante
Les Championnats d'Afrique d'haltérophilie 2011  sont la 22e édition des Championnats d'Afrique d'haltérophilie. Ils se déroulent du 8 au 15 octobre 2011 au Cap.

## Médaillés

### Hommes
| Catégorie   | Or                                 | Argent                     | Bronze                |       |       |
| 56 kg       | 56 kg                              | 56 kg                      | 56 kg                 | 56 kg | 56 kg |
| ----------- | ---------------------------------- | -------------------------- | --------------------- | ----- | ----- |
| Arraché     | Anrich Morico Phillips 95 kg       | Rick Yves Confiance 75 kg  | -                     |       |       |
| Épaulé-jeté | Anrich Morico Phillips 115 kg      | Rick Yves Confiance 90 kg  | -                     |       |       |
| Total       | Anrich Morico Phillips 210 kg      | Rick Yves Confiance 165 kg | -                     |       |       |
| 62 kg       |                                    |                            |                       |       |       |
| Arraché     | Luwellyne Andrew Phillips 100 kg   | -                          | -                     |       |       |
| Épaulé-jeté | Luwellyne Andrew Phillips 120 kg   | -                          | -                     |       |       |
| Total       | Luwellyne Andrew Phillips 220 kg   | -                          | -                     |       |       |
| 69 kg       |                                    |                            |                       |       |       |
| Arraché     | Lyle William Henry Du Plooy 112 kg | Mninikhaya Ngwele 110 kg   | Ian Nigel Rose 105 kg |       |       |
| Épaulé-jeté | Lyle William Henry Du Plooy 138 kg | Mninikhaya Ngwele 136 kg   | Ian Nigel Rose 130 kg |       |       |
| Total       | Lyle William Henry Du Plooy 250 kg | Mninikhaya Ngwele 246 kg   | Ian Nigel Rose 235 kg |       |       |
| 77 kg       |                                    |                            |                       |       |       |
| Arraché     | Felix Ekpo 141 kg                  | Khati Mabuya 110 kg        | Charles Siméon 110 kg |       |       |
| Épaulé-jeté | Felix Ekpo 170 kg                  | Charles Siméon 145 kg      | Khati Mabuya 140 kg   |       |       |
| Total       | Felix Ekpo 311 kg                  | Charles Siméon 255 kg      | Khati Mabuya 250 kg   |       |       |
| 85 kg       |                                    |                            |                       |       |       |
| Arraché     | Sean Marc Anthony 115 kg           | Sirous Farabeau 82 kg      | -                     |       |       |
| Épaulé-jeté | Sean Marc Anthony 150 kg           | Sirous Farabeau 105 kg     | -                     |       |       |
| Total       | Sean Marc Anthony 265 kg           | Sirous Farabeau 187 kg     | -                     |       |       |
| 94 kg       |                                    |                            |                       |       |       |
| Arraché     | Benedict Uloko 151 kg              | Jean Greeff 135 kg         | -                     |       |       |
| Épaulé-jeté | Benedict Uloko 193 kg              | Jean Greeff 160 kg         | -                     |       |       |
| Total       | Benedict Uloko 344 kg              | Jean Greeff 295 kg         | -                     |       |       |
| 105 kg      |                                    |                            |                       |       |       |
| Arraché     | Elvis Wilson Jeanne 127 kg         | -                          | -                     |       |       |
| Épaulé-jeté | Elvis Wilson Jeanne 150 kg         | -                          | -                     |       |       |
| Total       | Elvis Wilson Jeanne 277 kg         | -                          | -                     |       |       |

### Femmes
| Catégorie   | Or                             | Argent                        | Bronze                               |       |       |
| 48 kg       | 48 kg                          | 48 kg                         | 48 kg                                | 48 kg | 48 kg |
| ----------- | ------------------------------ | ----------------------------- | ------------------------------------ | ----- | ----- |
| Arraché     | Augustina Nkem Nwaokolo 77 kg  | Katsia Thélémaque 65 kg       | Tembile Hiabathe 41 kg               |       |       |
| Épaulé-jeté | Augustina Nkem Nwaokolo 95 kg  | Katsia Thélémaque 79 kg       | Tembile Hiabathe 53 kg               |       |       |
| Total       | Augustina Nkem Nwaokolo 172 kg | Katsia Thélémaque 144 kg      | Tembile Hiabathe 94 kg               |       |       |
| 53 kg       |                                |                               |                                      |       |       |
| Arraché     | Portia Charmaine Vries 65 kg   | -                             | -                                    |       |       |
| Épaulé-jeté | Portia Charmaine Vries 90 kg   | -                             | -                                    |       |       |
| Total       | Portia Charmaine Vries 155 kg  | -                             | -                                    |       |       |
| 58 kg       |                                |                               |                                      |       |       |
| Arraché     | Onyeka Azike 80 kg             | Juliette Malvina 70 kg        | Zayanda Mjezu 70 kg                  |       |       |
| Épaulé-jeté | Onyeka Azike 107 kg            | Juliette Malvina 93 kg        | Zayanda Mjezu 91 kg                  |       |       |
| Total       | Onyeka Azike 187 kg            | Juliette Malvina 163 kg       | Zayanda Mjezu 161 kg                 |       |       |
| 63 kg       |                                |                               |                                      |       |       |
| Arraché     | Obioma Agatha Okoli 90 kg      | Matshidiso Hazel Masiu 68 kg  | Rena Sheryline Ranny Agricole 60 kg  |       |       |
| Épaulé-jeté | Obioma Agatha Okoli 127 kg     | Matshidiso Hazel Masiu 85 kg  | Rena Sheryline Ranny Agricole 65 kg  |       |       |
| Total       | Obioma Agatha Okoli 217 kg     | Matshidiso Hazel Masiu 153 kg | Rena Sheryline Ranny Agricole 125 kg |       |       |
| 69 kg       |                                |                               |                                      |       |       |
| Arraché     | Janet Georges 96 kg            | Mona Pretorius 77 kg          | Tlalane Joyce Ramarou 68 kg          |       |       |
| Épaulé-jeté | Janet Georges 110 kg           | Mona Pretorius 103 kg         | Tlalane Joyce Ramarou 90 kg          |       |       |
| Total       | Janet Georges 206 kg           | Mona Pretorius 180 kg         | Tlalane Joyce Ramarou 158 kg         |       |       |
| +75 kg      |                                |                               |                                      |       |       |
| Arraché     | Maryam Usman 117 kg            | -                             | -                                    |       |       |
| Épaulé-jeté | Maryam Usman 150 kg            | -                             | -                                    |       |       |
| Total       | Maryam Usman 267 kg            | -                             | -                                    |       |       |